# Équipe du Malawi de beach soccer

L'équipe du Malawi de beach soccer est la sélection nationale représentant le Malawi dans les compétitions internationales de beach soccer.

## Histoire
Le Malawi participe à sa première compétition majeure en 2022, en jouant la Coupe d'Afrique des nations au Mozambique; la sélection termine sixième de la compétition, perdant le match pour la cinquième place contre l'Ouganda.

## Palmarès
- Championnat COSAFA
  - Finaliste en 2015[2]

### Évolution au classement BSWW
| Années        | 2022 | 2023 | 2024 | 2025 |
| ------------- | ---- | ---- | ---- | ---- |
| Rang mondial  |      | 63e  | 59e  | 58e  |
| Rang africain | 19e  | 9e   | 8e   | 8e   |

| Légende du classement mondial : | de 1 à 10 | de 11 à 50 | de 51 à 120 |

| Légende du classement africain : | de 1 à 7 | de 8 à 30 | de 31 à 40 |

## Parcours en compétition internationale

### Coupe du monde
| Coupe du monde de beach soccer | Coupe du monde de beach soccer | Coupe du monde de beach soccer | Coupe du monde de beach soccer | Coupe du monde de beach soccer | Coupe du monde de beach soccer | Coupe du monde de beach soccer | Coupe du monde de beach soccer |                |
| Année                          | Tour                           | J                              | G                              | N                              | P                              | Bp                             | Bc                             |                |
| ------------------------------ | ------------------------------ | ------------------------------ | ------------------------------ | ------------------------------ | ------------------------------ | ------------------------------ | ------------------------------ | -------------- |
| 1995 à 2021                    | n’existait pas                 | n’existait pas                 | n’existait pas                 | n’existait pas                 | n’existait pas                 | n’existait pas                 | n’existait pas                 | n’existait pas |
| 2023                           | Non qualifiée                  | -                              | -                              | -                              | -                              | -                              | -                              |                |
| 2025                           | Non qualifiée                  | -                              | -                              | -                              | -                              | -                              | -                              |                |
| Total                          | 0/2                            | 0                              | 0                              | 0                              | 0                              | 0                              | 0                              |                |

### Championnat d'Afrique
| Coupe d'Afrique des nations de beach soccer | Coupe d'Afrique des nations de beach soccer | Coupe d'Afrique des nations de beach soccer | Coupe d'Afrique des nations de beach soccer | Coupe d'Afrique des nations de beach soccer | Coupe d'Afrique des nations de beach soccer | Coupe d'Afrique des nations de beach soccer | Coupe d'Afrique des nations de beach soccer | Coupe d'Afrique des nations de beach soccer |                |
| Année                                       | Résultat                                    | Class.                                      | J                                           | G                                           | N                                           | P                                           | Bp                                          | Bc                                          |                |
| ------------------------------------------- | ------------------------------------------- | ------------------------------------------- | ------------------------------------------- | ------------------------------------------- | ------------------------------------------- | ------------------------------------------- | ------------------------------------------- | ------------------------------------------- | -------------- |
| 2006 à 2021                                 | n’existait pas                              | n’existait pas                              | n’existait pas                              | n’existait pas                              | n’existait pas                              | n’existait pas                              | n’existait pas                              | n’existait pas                              | n’existait pas |
| 2022                                        | Phase de groupe                             | 6e                                          | 3                                           | 0                                           | 0                                           | 1                                           | 4                                           | 9                                           |                |
| 2024                                        | Phase de groupe                             | 7e                                          | 4                                           | 1                                           | 0                                           | 3                                           | 16                                          | 26                                          |                |
| Total                                       | Champion                                    | 0/2                                         | 6                                           | 1                                           | 1                                           | 5                                           | 27                                          | 43                                          |                |

### Championnat COSAFA
| Championnat COSAFA de beach soccer | Championnat COSAFA de beach soccer | Championnat COSAFA de beach soccer | Championnat COSAFA de beach soccer | Championnat COSAFA de beach soccer | Championnat COSAFA de beach soccer | Championnat COSAFA de beach soccer | Championnat COSAFA de beach soccer | Championnat COSAFA de beach soccer |                 |
| Année                              | Résultat                           | Class.                             | J                                  | G                                  | N                                  | P                                  | Bp                                 | Bc                                 |                 |
| ---------------------------------- | ---------------------------------- | ---------------------------------- | ---------------------------------- | ---------------------------------- | ---------------------------------- | ---------------------------------- | ---------------------------------- | ---------------------------------- | --------------- |
| 2015 (de)                          | Finaliste                          | 2e                                 | 3                                  | 1                                  | 1                                  | 1                                  | 20                                 | 10                                 |                 |
| 2021 (de)                          | Non participant                    | Non participant                    | Non participant                    | Non participant                    | Non participant                    | Non participant                    | Non participant                    | Non participant                    | Non participant |
| 2022 (de)                          | Non participant                    | Non participant                    | Non participant                    | Non participant                    | Non participant                    | Non participant                    | Non participant                    | Non participant                    | Non participant |
| 2023 (en)                          | Troisième                          | 3e                                 | 5                                  | 3                                  | 0                                  | 2                                  | 23                                 | 15                                 |                 |
| 2024 (de)                          | Troisième                          | 3e                                 | 5                                  | 3                                  | 0                                  | 2                                  | 28                                 | 22                                 |                 |
| Total                              | Finaliste                          | 0/3                                | 13                                 | 7                                  | 1                                  | 5                                  | 71                                 | 46                                 |                 |